# Picumne frangé
Picumnus cirratus
Espèce
Statut de conservation UICN

 LC  : Préoccupation mineure
Le Picumne frangé, Picumnus cirratus, est une espèce d'oiseaux de la famille des Picidae, de la sous-famille des Picumninae.

## Répartition
Cet oiseau est endémique de la zone néotropicale (Argentine, Bolivie, Brésil, Guyana, Guyane, Paraguay).

## Sous-espèces
Cet oiseau est représenté par six sous-espèces :
- Picumnus cirratus cirratus Temminck, 1825 ;
- Picumnus cirratus confusus Kinnear, 1927 ;
- Picumnus cirratus macconnelli Sharpe, 1901 ;
- Picumnus cirratus pilcomayensis Hargitt, 1891 ;
- Picumnus cirratus thamnophiloides Bond & Meyer de Schauensee, 1942 ;
- Picumnus cirratus tucumanus Hartert, 1909.